# Бейкерсвілл (Північна Кароліна)
Бейкерсвілл (англ. Bakersville) — місто (англ. town) в США, в окрузі Мітчелл штату Північна Кароліна. Населення — 450 осіб (2020).

## Географія
Бейкерсвілл розташований за координатами 36°0′55″ пн. ш. 82°9′30″ зх. д. / 36.01528° пн. ш. 82.15833° зх. д. (36.015353, -82.158261).  За даними Бюро перепису населення США в 2010 році місто мало площу 1,94 км², уся площа — суходіл.

## Демографія
Згідно з переписом 2010 року, у місті мешкали 464 особи в 228 домогосподарствах у складі 117 родин. Густота населення становила 239 осіб/км².  Було 269 помешкань (139/км²).
Расовий склад населення:
| - 93,3 % — білих - 0,6 % — чорних або афроамериканців - 0,4 % — корінних американців - 2,6 % — осіб інших рас |

До двох чи більше рас належало 3,0 %. Частка іспаномовних становила 2,6 % від усіх жителів.
За віковим діапазоном населення розподілялося таким чином: 20,3 % — особи молодші 18 років, 56,4 % — особи у віці 18—64 років, 23,3 % — особи у віці 65 років та старші. Медіана віку мешканця становила 45,8 року. На 100 осіб жіночої статі у місті припадало 73,8 чоловіків;  на 100 жінок у віці від 18 років та старших — 63,7 чоловіків також старших 18 років.
Середній дохід на одне домашнє господарство  становив 28 841 долар США (медіана — 13 750), а середній дохід на одну сім'ю — 36 800 доларів (медіана — 23 333). За межею бідності перебувало 50,5 % осіб, у тому числі 69,2 % дітей у віці до 18 років та 22,2 % осіб у віці 65 років та старших.
Цивільне працевлаштоване населення становило 148 осіб. Основні галузі зайнятості: роздрібна торгівля — 35,1 %, будівництво — 13,5 %, публічна адміністрація — 12,2 %.